# Västra Kuivakangas
Västra Kuivakangas är en ort i Övertorneå distrikt (Övertorneå socken) i Övertorneå kommun i Norrbottens län och utgörs av västra delen av byn Kuivakangas. SCB har avgränsat bebyggelse i orten till en småort, namnsatt till Poikkijärvi. 
Poikkijärvi är finska för ’tvärs över sjön’ och syftar på området som ligger på andra sidan om sjön Kuivajärvi, från Nedre Kuivakangas sett. 

## Befolkningsutveckling
| Befolkningsutvecklingen i Poikkijärvi 1990–2015 | Befolkningsutvecklingen i Poikkijärvi 1990–2015 | Befolkningsutvecklingen i Poikkijärvi 1990–2015 | Befolkningsutvecklingen i Poikkijärvi 1990–2015 | Befolkningsutvecklingen i Poikkijärvi 1990–2015 |
| ----------------------------------------------- | ----------------------------------------------- | ----------------------------------------------- | ----------------------------------------------- | ----------------------------------------------- |
|                                                 |                                                 |                                                 |                                                 |                                                 |
| År                                              |                                                 |                                                 | Folkmängd                                       | Areal (ha)                                      |
| 1990                                            | 1990                                            |                                                 | 95                                              | 17#                                             |
| 1995                                            | 1995                                            |                                                 | 101                                             | 17#                                             |
| 2000                                            | 2000                                            |                                                 | 91                                              | 17#                                             |
| 2005                                            | 2005                                            |                                                 | 107                                             | 21#                                             |
| 2010                                            | 2010                                            |                                                 | 82                                              | 24#                                             |
| 2015                                            | 2015                                            |                                                 | 86                                              | 33#                                             |
| Anm.: # Som småort.                             |                                                 |                                                 |                                                 |                                                 |